# Moon Lake
Moon Lake – jednostka osadnicza w Stanach Zjednoczonych, w stanie Floryda, w hrabstwie Pasco.